# Vaste dagtekening
De vaste datum of vaste dagtekening is een begrip uit het Belgisch bewijsrecht. De vaste datum wordt geregeld door artikel 8.22 van het Burgerlijk Wetboek.

## Omschrijving

### Manieren om een vaste datum te verkrijgen
Onderhandse akten hebben in beginsel geen vaste datum, hetgeen betekent dat de datering van een onderhandse akte ter discussie kan worden gesteld. Om dit tegen te gaan en een datum tegenstelbaar te maken aan derden, kan men de onderhandse akte daarom voorzien van een vaste datum.
Een onderhandse akte kan op drie manieren een vaste datum verkrijgen:
- ofwel door de onderhandse akte te laten registreren;
- ofwel door de hoofdinhoud ervan te laten vaststellen in een authentieke akte, zoals bijvoorbeeld een notariële akte;
- ofwel doordat één van de partijen de akte of de datum ervan niet langer kan wijzigen, bijvoorbeeld doordat een partij overlijdt.

Deze drie manieren zijn exhaustief. De enkele verwijzing naar een onderhandse akte in een authentieke akte is niet voldoende om aan de onderhandse akte een vaste datum te geven.
Vóór 1 november 2020 werd de vaste datum geregeld door artikel 1328 van het Oud Burgerlijk Wetboek. Bij de invoering van boek 8 'Bewijs' in het Burgerlijk Wetboek heeft men de mogelijkheid om zich van een vaste dagtekening te verzekeren verruimd. Naast het overlijden kan een onderhandse akte voortaan immers ook ruimer vaste datum krijgen in alle gevallen waarin de partijen de akte of de datum ervan niet meer kunnen wijzigen, bijvoorbeeld ten gevolge van ziekte of een ongeval.

### Huurcontracten
Huurcontracten van onroerende goederen zullen doorgaans een vaste datum hebben, nu er een registratieverplichting geldt voor alle akten houdende verhuring, onderverhuring of overdracht van huur van in België gelegen onroerende goederen (art. 19, 3° W.Reg.).
Inzake huur van onroerende goederen speelt de vaste datum van het huurcontract bijvoorbeeld een belangrijke rol bij uitvoerend beslag op onroerende goederen. Een huurcontract van een onroerend goed dat geen vaste datum heeft vóór de overschrijving van het beslagexploot in de openbare registers kan immers niet worden ingeroepen tegen de ingeschreven schuldeisers, de schuldeisers die een bevel tot betalen lieten overschrijven, de beslagleggers of de kopers (art. 1575, eerste lid Ger.W.).
In geval van handelshuurhernieuwing (art. 13 e.v. Handelshuurwet) moet er telkens opnieuw vaste datum worden verleend aan het handelshuurcontract opdat deze aan derde tegenwerpelijk zou blijven.